# Архангельская церковь (Купава)
Архангельская церковь (церковь Михаила Архангела) — бывший православный храм в слободе Купава Области Войска Донского, ныне Волгоградской области.

## История
Церковь была построена в 1816 году на средства помещицы — вдовы старши́нской жены Феодосии Фёдоровной Лащилиной. Каменный храм во имя Архистратига Божьего Михаила был освящён в 1816 году. Здание церкви и колокольни были покрыты листовым железом, окрашенным ярью, ограда вокруг неё деревянная. В холодном приделе церкви был придел во имя Святителя Николая Чудотворца. Первым священником храма стал Троеновский Никифор Иванович.
Зданий, принадлежавших церкви, не имелось. Ближайшие церкви находилась: в слободе Завязки — в 35 верстах и в слободе Успенской — в 20 верстах. Приходская школа открыта была Хоперским окружным начальством в ноябре 1877 года. Хутора прихода Архангельской церкви: Спосовский, Поляковский, Новосельско-Адрияновский, Александр-Докукинский, Молчано-Андриановский, Ольго-Андриановский, Алексо-Андриановский, Ивано-Андриановский, Ежовский
Федосеевский, Родионовский, Степано-Суровцевский, Льво-Суровсцевский, Емановский, Екатериновский, Александровский и Караичева.
После Октябрьской революции храм был закрыт и в советское время разрушен. Только с распадом СССР, в 2004 году, в слободе был образован новый приход Святой мученицы Клавдии. Храм был построен на средства Алевтины Апариной, секретаря обкома КПРФ по Волгоградской области — на родине своей матери. Настоятель — священник Димитрий Алныкин — из хутора Двойновский.
В Государственном архиве Волгоградской области находятся документы, относящиеся к этой церкви.